# Хав'єр Кортес
Хав'єр Кортес (ісп. Javier Cortés, нар. 20 липня 1989, Мехіко) — мексиканський футболіст, півзахисник клубу «УНАМ Пумас».
Насамперед відомий виступами за клуб «УНАМ Пумас», а також національну збірну Мексики.

## Клубна кар'єра
Народився 20 липня 1989 року в місті Мехіко. Вихованець футбольної школи клубу «УНАМ Пумас». Дорослу футбольну кар'єру розпочав 2008 року в основній команді того ж клубу, кольори якої захищає й донині.

## Виступи за збірні
2009 року залучався до складу молодіжної збірної Мексики. На молодіжному рівні зіграв у 2 офіційних матчах.
25 січня 2012 року дебютував в офіційних матчах у складі національної збірної Мексики в товариській грі зі збірною Венесуели. Наразі провів у формі головної команди країни 1 матч.
2012 року захищав кольори олімпійської збірної Мексики на Олімпійських іграх 2012 року у Лондоні, де мексиканці стали олімпійськими чемпіонами.

## Статистика виступів

### Статистика клубних виступів
Станом на н21 лютого 2012 року
| Сезон   | Команда      | Чемпіонат | Чемпіонат | Чемпіонат | Національний кубок | Національний кубок | Національний кубок | Континентальні кубки | Континентальні кубки | Континентальні кубки | Усього | Усього |
| Сезон   | Команда      | Ліга      | Ігор      | Голів     | Ліга               | Ігор               | Голів              | Ліга                 | Ігор                 | Голів                | Ігор   | Голів  |
| ------- | ------------ | --------- | --------- | --------- | ------------------ | ------------------ | ------------------ | -------------------- | -------------------- | -------------------- | ------ | ------ |
| 2007–08 | «УНАМ Пумас» | ПД+СД     | 12+8      | 1+4       | ІЛ                 | 0                  | 0                  | -                    | -                    | -                    | 20     | 5      |
| 2008–09 | «УНАМ Пумас» | ПД+ПДА+СД | 1+24+2    | 0+6+0     | -                  | -                  | -                  | ЛЧ                   | 4                    | 1                    | 31     | 7      |
| 2009–10 | «УНАМ Пумас» | ПД+ЛА     | 3+19      | 0+3       | -                  | -                  | -                  | ЛЧ                   | 6                    | 1                    | 28     | 4      |
| 2010–11 | «УНАМ Пумас» | ПД        | 44        | 7         | -                  | -                  | -                  | ПС                   | 3                    | 1                    | 47     | 8      |
| 2011–12 | «УНАМ Пумас» | ПД        | 24        | 4         | -                  | -                  | -                  | ЛЧ                   | 4                    | 0                    | 28     | 4      |
| Всього  | Всього       | Всього    | 137       | 25        |                    | 0                  | 0                  |                      | 17                   | 3                    | 154    | 28     |

### Статистика виступів за збірну
| Дата       | Місто   | Господарі | Результат | Гості     | Турнір           | Голи | Примітки |
| ---------- | ------- | --------- | --------- | --------- | ---------------- | ---- | -------- |
| 25/01/2012 | Х'юстон | Мексика   | 3 – 1     | Венесуела | товариський матч | -    |          |
| Усього     |         | Матчів    | 1         |           | Голів            | 0    |          |

## Титули і досягнення
- Олімпійський чемпіон (1):

2012
- Чемпіон Мексики (2):

«УНАМ Пумас»: Клаусура 2009, Клаусура 2011